# Saint-Jean-de-Luz
Saint-Jean-de-Luz là một xã trong tỉnh Pyrénées-Atlantiques, thuộc vùng Nouvelle-Aquitaine của nước Pháp, có dân số là 13.247 người (thời điểm 1999).

## Nhân khẩu học
| 1954 | 1962  | 1968  | 1975  | 1982  | 1990  | 1999  |
| ---- | ----- | ----- | ----- | ----- | ----- | ----- |
| 9672 | 10241 | 10841 | 11854 | 12769 | 13031 | 13247 |

## Những người con của thành phố
- Bixente Lizarazu, cầu thủ bóng đá